# Lois McMaster Bujold
Lois McMaster Bujold (ur. 2 listopada 1949 w Columbus) – amerykańska pisarka science fiction i fantasy. Sześciokrotna laureatka nagrody Hugo (w tym czterokrotnie za najlepszą powieść – wyrównany rekord Roberta Heinleina), otrzymała również trzykrotnie nagrody Nebuli i Locusa oraz Mythopoeic Award. W 2020 otrzymała Damon Knight Memorial Grand Master Award za całokształt osiągnięć.
Bujold zawdzięcza swoją popularność przede wszystkim cyklowi powieści „Saga Vorkosiganów”, nazywanego również „cyklem barrayarskim”. Powieści są utrzymane w konwencji space opery, choć w późniejszych częściach cyklu występują również elementy kryminału i romansu. Twórczość w dziedzinie fantasy to przede wszystkim nagradzany minicykl o Świecie pięciu bogów. Książki Bujold są szczególnie cenione za skomplikowaną i wartką akcję, interesują fabułę, humor i złożonych psychologicznie bohaterów.
Twórczość Bujold została dotąd przetłumaczona na dziewiętnaście języków. W Polsce jej książki są publikowane przede wszystkim przez wydawnictwo Prószyński i S-ka (ukazało się 11 pozycji). Krótsze teksty były publikowane m.in. w czasopiśmie „Nowa Fantastyka”.
Bujold mieszka obecnie w USA, w stanie Minnesota. Jest rozwiedziona, ma dwoje dzieci.

### Saga Vorkosiganów
W chronologii cyklu:
- 1996 – Dreamweaver's Dilemma
- 1988 – Stan niewolności (Falling Free) – miesięcznik Nowa Fantastyka 09/1995-02/1996; Prószyński i S-ka 1997, ISBN 83-7180-143-2
- 1986 – Strzępy honoru (Shards of Honour) – Prószyński i S-ka 1996, ISBN 83-86669-72-1
- 1986 – Po walce (Aftermaths) – miesięcznik Nowa Fantastyka 03/1996 (wydany samodzielnie epilog Strzępów honoru)
- 1991 – Barrayar (Barrayar) – Prószyński i S-ka 1996, ISBN 83-86868-77-5
- 1986 – Uczeń wojownika (The Warrior’s Apprentice) – Prószyński i S-ka 1998, ISBN 83-7180-185-8
- 1989 – Lamentowe Góry (The Mountains of Mourning) – miesięcznik Nowa Fantastyka 02-03/1994; zbiór Granice nieskończoności
- 1990 – Weatherman, Gra (The Vor Game) – Prószyński i S-ka 1999, ISBN 83-7180-479-2
- 1995 – Cetaganda (Cetaganda) – Prószyński i S-ka 2000, ISBN 83-7255-624-5
- 1986 – Ethan z planety Athos (Ethan of Athos) – Zysk i S-ka 1994, ISBN 83-86530-15-4
- 1989 – Labirynt (Labyrinth) – zbiór Granice nieskończoności
- 1987 – Granice nieskończoności (Borders of Infinity) – zbiór Granice nieskończoności, Prószyński i S-ka 1998, ISBN 83-7180-707-4
- 1989 – Towarzysze broni (Brothers in Arms) – Prószyński i S-ka 1998, ISBN 83-7180-354-0
- 1994 – Lustrzany taniec (Mirror Dance) – Prószyński i S-ka 2002, ISBN 83-7337-142-7
- 1996 – Memory
- 1998 – Komarr
- 1999 – A Civil Campaign
- 2003/2004 – Winterfair Gifts (2003 po chorwacku i rosyjsku, 2004 po angielsku)
- 2002 – Diplomatic Immunity
- 2012 – Captain Vorpatril's Alliance
- 2010 – Cryoburn
- 2016 – Gentleman Jole and the Red Queen
- 2018 – Flowers of Vashnoi

### Świat pięciu bogów
- 2001 – Klątwa nad Chalionem (The Curse of Chalion) – Prószyński i S-ka 2003, ISBN 83-7337-394-2
- 2003 – Paladyn dusz (Paladin of Souls) – Prószyński i S-ka 2005, ISBN 83-7337-965-7
- 2005 – The Hallowed Hunt
- 2015 – Penric's Demon
- 2016 – Penric and the Shaman
- 2016 – Penric's Mission
- 2017 – Mira's Last Dance
- 2017 – Penric's Fox
- 2017 – The Prisoner of Limnos
- 2019 – The Orphans of Raspay
- 2020 – The Physicians of Vilnoc
- 2020 – Masquerade in Lodi
- 2021 – The Assassins of Thasalon
- 2021 – Knot of Shadows

### The Sharing Knife
- 2006 – Beguilement (tom 1)
- 2007 – Legacy (tom 2)
- 2008 – Passage (tom 3)
- 2009 – Horizon (tom 4)
- 2019 – Knife children (tom 5)

### Pozostałe książki
- 1993 – Pierścień Duszy (The Spirit Ring) – dwumiesięcznik Super Fantastyka Powieść, numer 1/2004
- 1995 – Women at War (antologia współredagowana z Rolandem J. Greenem)

### Pozostałe opowiadania
- 1985 – Barter
- 1986 – The Hole Truth
- 1996 – Garage Sale
- 1996 – The Adventure of the Lady on the Embankment

## Nagrody
- 1988 – Nebula za powieść Stan niewolności
- 1989 – Hugo i Nebula za opowiadanie Lamentowe Góry
- 1991 – Hugo za powieść Gra
- 1992 – Hugo i Locus za powieść Barrayar
- 1995 – Hugo i Locus za powieść Lustrzany taniec
- 2002 – Nagroda Mythopoeic za powieść Klątwa nad Chalionem
- 2004 – Nebula, Hugo i Locus za powieść Paladyn dusz
- 2017 – Specjalna Nagroda Hugo za cykl Saga Vorkosiganów (pierwsza przyznana)
- 2018 – Specjalna Nagroda Hugo za cykl Chalion
- 2020 – Damon Knight Memorial Grand Master Award za całokształt osiągnięć